# السغيلة (المفلحي)

تعديل مصدري - تعديل

السغيلة هي إحدى قرى عزلة المفلحي بمديرية المفلحي التابعة لمحافظة لحج، بلغ تعداد سكانها 114 نسمة حسب تعداد اليمن لعام 2004.